# Henryk Holder
Henryk Holder (ur. 6 lipca 1914 w Szczercu, zm. 26 lipca 1980 w Warszawie) – polski prokurator, pułkownik ludowego Wojska Polskiego, naczelny prokurator wojskowy w latach 1946-1948.

## Życiorys
Urodzony w rodzinie żydowskiej, jako syn Mojżesza i Wincentyny Holderów. Magister prawa Uniwersytetu Jana Kazimierza we Lwowie (1936). Aplikant adwokacki w Kołomyi do chwili wkroczenia Armii Czerwonej w 1939. Następnie sędzia śledczy i prokurator rejonowy prokuratury w Jabłonowie. Od 1941 najpierw w Uzbekistanie, a potem w Turkmenistanie. Przewodniczący kolegium adwokatów w Bajram Ali.
Po uzyskaniu dyplomu Orłowskiej Oficerskiej Szkoły Piechoty w Czardżou w 1942 przydzielony jako dowódca do 7 samodzielnego szkoleniowego pułku strzeleckiego w Aszchabadzie. Od sierpnia 1943 oficer śledczy Wojskowej Prokuratury 2 Warszawskiej Dywizji Piechoty, od grudnia 1943 prokurator Wojskowej Prokuratury 1 Warszawskiej Dywizji Piechoty. Następnie także prokurator Wojskowej Prokuratury 1 Drezdeńskiego Korpusu Pancernego (od 14 lipca 1944), prokurator Wojskowej Prokuratury 1 Armii WP (od 13 grudnia 1944 do 26 września 1945). Potem prokurator Wojskowej Prokuratury Okręgowej nr IV we Wrocławiu (do 17 stycznia 1946).
Od 21 marca 1946 do października 1948 naczelny prokurator wojskowy. Wydał m.in. instrukcję co do sposobu wykonywania wyroków śmierci na żołnierzach UPA. Od 8 października 1948 pełnił funkcję szefa Departamentu Służby Sprawiedliwości MON. Funkcję pełnił do 14 września 1950, następnego dnia przeniesiony do rezerwy. We władzach cywilnych m.in. dyrektor Biura Prawnego Kancelarii Rady Państwa, a w latach 1961-1968 szef Kancelarii Rady Państwa PRL. W wyniku czystek antysemickich marca 1968 został wydalony z PZPR na mocy decyzji Podstawowej Organizacji Partyjnej przy Kancelarii Sejmu i Rady Państwa za antypartyjną postawę, szczególnie w ostatnim okresie, oraz za prowadzenie niewłaściwej polityki kadrowej i wyniosły stosunek do pracowników.
Pochowany jest na Cmentarzu Wojskowym na Powązkach w Warszawie (kwatera B39-9-7).

## Odznaczenie
Posiadał m in następujące odznaczenia:
- Krzyż Komandorski z Gwiazdą Orderu Odrodzenia Polski (1964)[4]
- Krzyż Komandorski Orderu Odrodzenia Polski (1952, za zasługi w pracy zawodowej)[5]
- Order Sztandaru Pracy I klasy
- Order Sztandaru Pracy II klasy
- Order Krzyża Grunwaldu III klasy
- Wielki Oficer Orderu Zasługi Republiki Włoskiej (1965)[6][7]